# 1997年京广铁路荣家湾站列车相撞事故
1997年京广铁路荣家湾站列车相撞事故（又称為荣家湾事件）发生於中國北京时间在1997年4月29日上午10點48分，当时由郑州铁路局担当的324次旅客列车（昆明-郑州）在行駛至京广铁路荣家湾站时，与停在荣家湾站内4道的818次旅客列车（长沙-茶岭，由广州铁路集团担当）发生尾部追撞，造成了126人罹難、還有230人受伤。这起事故原因是信号工违章操作2极管封连装置，導致讓信号机错误显示，這是中国铁路從1981年成昆铁路列车坠桥事故后最严重的事故。

## 事故列车
324次列车由昆明站开往郑州站，客运由郑州铁路局郑州客运段担当，事发当天全列编组17辆，总重882吨，由配属广铁集团长沙机务段的东风4B型2520号机车牵引。被撞的818次列车由长沙站开往茶岭站，客运由广州铁路集团长沙客运段担当，全列编组17辆，总重901吨，由配属广铁集团长沙机务段的ND2型222号机车牵引。

## 事发经过
据324次本务机车DF4B-2520的运行监控记录装置显示，324次列车于当天上午9點35分从长沙站出發。經過1個小時7分鐘之後，（上午10點42分）324次列车通过黄秀桥站之后，荣家湾站信号员就办理324次列车2道出站信号，而之前818次列车已經於上午10點35分在荣家湾站4道停车，以待避324次。經過13分鐘之後，（10點48分），324次列车以时速為117公里的速度到荣家湾站进站信号机的绿色灯光由1道进入荣家湾站。但在行使到12号道岔处时，324次列车司机发现进站错的轨道，立刻拉下紧急煞車，但由於列車速度太快也沒有停车，与停在车站4道的818次列车尾部发生衝撞，造成324次旅客列车机后1位到9位颠覆，10位到11位脱轨；818次旅客列车机后15位到17位（尾部3辆）颠覆。事后，官方通报該事故造成了126人罹難，48人重傷，182人輕傷，机车DF4B-2520报废，客车报废11辆、大破3辆、中破1辆、小破1辆，损坏线路415公尺，直接经济损失价值人民币415万多元。

## 事故原因
事发当天，控制台和道岔都沒有异状，但之後调查发现，当天上午荣家湾站的信号工违章使用封连线（將通过短接部分电路或者元件，进而去维修或者调试其他部分电路）是事故的直接原因。4月29日上午8點许，当时的长沙电务段荣家湾信号工区工长吴荣忠安排该工区信号工郝任重、谢兰英对荣家湾站内南端12号道岔区段以南的道岔以及信号机的电缆盒进行配线整理等工作。郝任重于上午8點30分左右开始在12号道岔处进行作业，打开该道岔的XB变压器箱时，由於半箱内的1号端子电缆线甩开，他随即在12号道岔处于定位的情况下擅自使用二极管封连线将1號、3号端子封连，然后开始进行配线整理。
上午10點22分，818次旅客列车准备进荣家湾站4道停车，郝任重发现12号道岔由定位转到反位，随即向吴荣忠询问进站列车情况，吴随即要求郝停止作业。818次列车停车之后，郝任重又询问吴荣忠上行是不是有车，得到肯定答复之后沒有及时将2极管封连线卸下并且恢复1号端子电缆线，导致12号道岔仍然处于反位。20分鐘之後（10點42分），荣家湾站在办理324次列车2道通过进路时，控制台2道上行进出站信号都显示绿灯，2道通过进路显示白光带，12号道岔错误地显示定位。
324次列车进站之前，郝任重沒有立即将2极管封连线卸下，也没有采取拦停列车的措施，而是站在一旁躲避，结果原本从2道通过的324次列车进入到4道，与818次相撞。事发之后，吴荣忠回到运转室通知郝任重“把表示送回来”，郝随即回到12号道岔处将封连线卸下，恢复1号端子电缆线之后离开现场。

## 事后
荣家湾站1线于事发當天中午12點50分恢复通车，全线则于同年5月2日恢复通车。1997年5月16日，广州铁路公安局将肇事信号工郝任重和肇事工长吴荣忠以破坏交通设备罪移送检察机关审查起诉。同年8月22日，郝任重被判处无期徒刑，剥夺政治权利终身，吴荣忠则被判处有期徒刑15年，剥夺政治权利5年。
由于客运硬件设施未达标准，荣家湾站于2004年4月18日随中国铁路实施第五次大提速而正式停办客运业务。2011年甬台温铁路列车追尾事故发生之后被多數网民认为是荣家湾4.29事故的翻版。
涉事的323次/324次列车于1998年改为337次/338次，2000年又改为1337次/1338次，2001年升级为K337/338次列车，2018年7月1日停运。长沙到茶岭的817次/818列车则于2000年改为8421次/8422次，2001年又改为5373次/5374次，直到2002年6月30日停运。
荣家湾站于2024年6月25日更名为“岳阳南站”，同年7月31日恢复办理客运业务。